# Register (Druck)
Als Register wird der Passer von Vorder- zu Rückseite im Druckprozess bezeichnet. Dazu gehört zum Beispiel, dass der Stand der Pagina, des Satzspiegels oder anderer Elemente auf beiden Seiten, also im Schön- und Widerdruck gleich sind. Kontrolliert wird das Register beim Drucken, indem die Seite gegen das Licht gehalten wird und somit der Stand des entsprechenden Elementes durch das Papier (Bogen) hindurch betrachtet werden kann. Praktisch wirkt sich Registerhaltigkeit dahin aus, dass alle Elemente des Satzspiegels, insbesondere die Zeilen eines Buches exakt übereinander liegen. Vor allem, wenn das Papier nur geringe Opazität hat (z. B. beim Dünndruck) wird so ein gleichbleibender Grauwert der Seiten gewährleistet.
Die Registerhaltigkeit wird als Sicherheitsmerkmal (Durchsichtsregister) von Dokumenten wie Banknoten verwendet (siehe Sicherheitsmerkmale von Banknoten).

Durchsichtsregister einer DM-Banknote im Gegenlicht